# Le pecore e il pastore
Le pecore e il pastore è un romanzo giallo storico di Andrea Camilleri pubblicato dall'editore Sellerio nel 2007.

## Trama
Questa storia sembrerebbe uno di quei racconti che si svolgono nel Medioevo, epoca di particolare intensa religiosità che poteva arrivare a punte di esaltazione mistica tale da infliggersi punizioni corporali estreme sino a darsi la morte con le proprie mani.
Ma è proprio questo invece quello che è accaduto appena qualche decennio fa nella Sicilia del 1945 dove si svolgevano lotte contadine per l'abolizione del latifondo con talora sanguinosi tentativi di occupazione delle terre.
Il vescovo di Agrigento, Giovanni Battista Peruzzo si è schierato decisamente con i contadini, considera un peccato il latifondo e ha invitato i suoi parroci a sostenere le rivendicazioni dei braccianti agricoli senza terra.
Il vescovo sta diventando troppo ingombrante e dunque va eliminato. Una sera d'estate mentre il prelato sta passeggiando con un anziano monaco nel fresco bosco dell'eremo di Quisquina partono dal monastero dei colpi che lo colpiscono gravemente al torace. 
Non meravigli che qualcuno possa aver sparato da quel luogo di preghiera perché nei tempi passati i conventi davano abitualmente rifugio ai ricercati della legge i quali per sfuggire alla giustizia mettevano in atto una latitanza che avrebbe dovuto essere di pentimento e preghiera ma che in realtà trasformava i conventi in un rifugio di pericolosi banditi. 
Il vescovo quindi non può rimanere nell'eremo inadatto a curare un ferito grave e, appena possibile, viene riportato ad Agrigento. 
Camilleri racconta di aver letto di questi avvenimenti in un libriccino dimenticato della sua biblioteca ma ciò che lo incuriosì fu una nota a piè di pagina dove si riferiva di una lettera scritta il 16 agosto del 1956 dall'abadessa del monastero benedettino delle monache di clausura benedettine di Palma di Montechiaro. Monastero e città fondate dalla famiglia di Giuseppe Tomasi, duca di Palma di Montechiaro e principe di Lampedusa autore de Il Gattopardo, romanzo che descrive le vicende di un suo antenato. 
Nella lettera si scriveva che dieci giovani monache si lasciarono morire (probabilmente di fame e di sete) per avere, in cambio della loro vita, la salvezza del vescovo che infatti guarì dalle gravi ferite riportate nell'attentato. Si chiede Camilleri: 

«Nessuna delle suore ebbe un ripensamento? Nessuna suora implorò, in extremis, di essere salvata? E in questo caso, come si comportarono le consorelle? Si tapparono le orecchie per non sentire quel flebile implorare? Uscirono dalle celle chiudendosi la porta alle spalle o tentarono un salvataggio oramai impossibile? Non lo sapremo mai».

## Edizioni
- Andrea Camilleri, Le pecore e il pastore, Quinta ed., collana La memoria, Sellerio, 2007,  pp. 127, cap. 5, ISBN 88-389-2203-9.